# Mecnun Güler
Mecnun Güler (ur. 19 września 1974) – turecki zapaśnik walczący w stylu klasycznym. Zajął piąte miejsce na mistrzostwach świata w 1998. Jedenasty na mistrzostwach Europy w 1997 i 1998. Srebrny medalista igrzysk śródziemnomorskich w 1997. Mistrz Europy kadetów w 1994 roku.